# Pont Valentré
Cầu Valentré (phát âm tiếng Pháp: [pɔ̃ valɑ̃tʁe]) (tiếng Occitan: Pont de Balandras; tiếng Anh: Valentré Bridge) là một cây cầu vòm thế kỷ 14 sáu nhịp bằng đá băng qua sông Lot nằm ở phía tây của Cahors, Pháp. Nó đã trở thành một biểu tượng của thành phố.
Sau khi quyết định được đưa ra để xây dựng vào ngày 30 tháng 4 năm 1306, cây cầu chính thức được xây dựng vào ngày 17 tháng 6 năm 1308. Quá trình xây dựng kéo dài đến tận năm 1378 với sáu vòm kiểu gothic và ba tháp cầu vuông. Nó được khánh thành để sử dụng vào năm 1350. Ban đầu nó được gia cố bảo vệ tại hai đầu nhưng tòa tháp phía tây đã không còn tồn tại. Quá trình phục hồi lớn đã được thực hiện từ 1867 đến 1879 bởi Paul Gout. Cây cầu ngày nay là một phần của Di sản thế giới Đường hành hương Santiago de Compostela ở Pháp được UNESCO công nhận từ năm 1998.